# God Is a DJ (Faithless)
God Is a DJ è un singolo del gruppo musicale Faithless, pubblicato il 24 agosto 1998 dalle etichette Cheeky Records e BMG a livello mondiale.
La canzone, di genere progressive trance, è stata scritta da Maxi Jazz, Rollo, Sister Bliss e Jamie Catto ed è stata estratta dal secondo album del gruppo, Sunday 8PM. Ha raggiunto la prima posizione della classifica "Billboard Hot Dance Club Play" e la diciannovesima della classifica italiana dei singoli.
Per questa e per tutte le canzoni contenute nell'album Sunday 8PM il gruppo è stato nominato ai BRIT Awards come "Best British Act" nel 1999.

## Tracce

### Versione britannica
1. God Is A DJ (Radio Edit) - 03:34
2. God Is A DJ (Monster Mix) [edit] - 06:52
3. God Is A DJ (Serious Danger Remix) [edit] - 05:09
4. God Is A DJ (Sharp Remix) [edit] - 04:27

### Versione europea
1. God Is A DJ (Radio Edit) - 03:33
2. God Is A DJ (Monster Mix) [edit] - 06:53
3. God Is A DJ (Serious Danger Remix) [edit] - 05:09
4. God Is A DJ (Sharp Remix) [edit] - 04:26

### Versione francese
1. God Is A DJ (Radio Mix) - 03:32
2. God Is A DJ (Sharp Remix) - 04:26

### Versione greca
1. God Is A DJ (Radio Edit) - 03:33
2. God Is A DJ (Monster Mix) - 06:53
3. God Is A DJ (Serious Danger Remix) - 05:09
4. God Is A DJ (Sharp Remix) - 04:26

### Versione 12"
1. God Is A DJ (Monster Mix) - 08:01
2. God Is A DJ (Sharp Remix) - 09:21